# Gonomyia carrerai
Gonomyia carrerai är en tvåvingeart som beskrevs av Alexander 1943. Gonomyia carrerai ingår i släktet Gonomyia och familjen småharkrankar. Inga underarter finns listade i Catalogue of Life.